# Tell algérien
Le Tell algérien (arabe: تلّ), désigne le Nord de l'Algérie, domaine où se situe la majeure partie des terres labourables et fertiles du pays, par opposition aux terres sèches des Hauts Plateaux ou aux étendues arides du Sahara. C'est une zone située entre le littoral au Nord et les hauts plateaux au Sud, qui se prolonge sur une partie du Nord-Ouest tunisien.
Bénéficiant d'un climat méditerranéen plus favorable, cette bande côtière abrite plus de deux tiers de la population algérienne et les plus grandes villes du pays.

## Toponymie
Le tell, signifie en arabe classique, une élévation de terrain. En Algérie, il définit la zone littorale méditerranéenne qui est bordée de chaînes de montagnes. Ce sont surtout les populations du Sud, d'Algérie et de Tunisie, qui emploient le mot tell pour définir cette zone humide à laquelle ils n'accèdent, avec leurs troupeaux, qu'après la moisson. Ils opposent ainsi un domaine de la céréaliculture, bled el-flaḥa, à celui du mouton, bled el-ghnem ; ou encore et-tell, aux hautes plaines sèches du Sud, el-gbala.
Pour la population algérienne de 1830, l'opposition Tell-Sahara jouait un rôle prépondérant. La région dite Tell englobe l'ensemble des zones non-tabulaires, incluant les secteurs peu arrosés de l'Ouest oranais et de la plaine d'Oran, ainsi que l'ensemble constantinois jusqu'au revers sud de l'Aurès et du BouTaleb. Les hautes plaines algéro-oranaises, y compris les chaînons atlassiques qui les bordent au sud, sont considérées comme çah'ra. Cette délimitation claire sépare approximativement les régions recevant, tout au long de l'année agricole d'octobre à mai, plus de 300 à 350 mm de précipitations et portant un sol agricole, de celles qui ne les reçoivent pas et ne les supportent pas.

## Administration
Sur le plan administratif, le Tell est constitué en 25 wilayas sur le total de 58 Wilayas algériennes, les wilayas sont réparties par trois zones géographiques : 
- l'Est : ce territoire est constituée par les wilayas de Constantine, Mila, Skikda, Annaba, El Tarf, Souk Ahras, Guelma et Jijel.
- l'Ouest : ce territoire est constituée par les wilayas d'Oran, Mostaganem, Mascara, Sidi bel Abbès, Relizane, Aïn Témouchent et Tlemcen.
- le Centre : ce territoire est constituée par les wilayas d'Alger, Tipaza, Blida, Boumerdès, Aïn Defla, Médéa, Chlef, Bouira, Bejaïa et Tizi Ouzou.

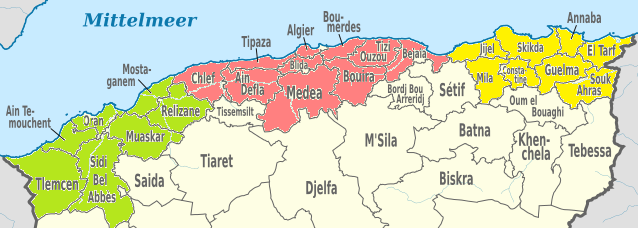
Les wilayas situées complètement ou principalement dans le Tell algérien

## Démographie

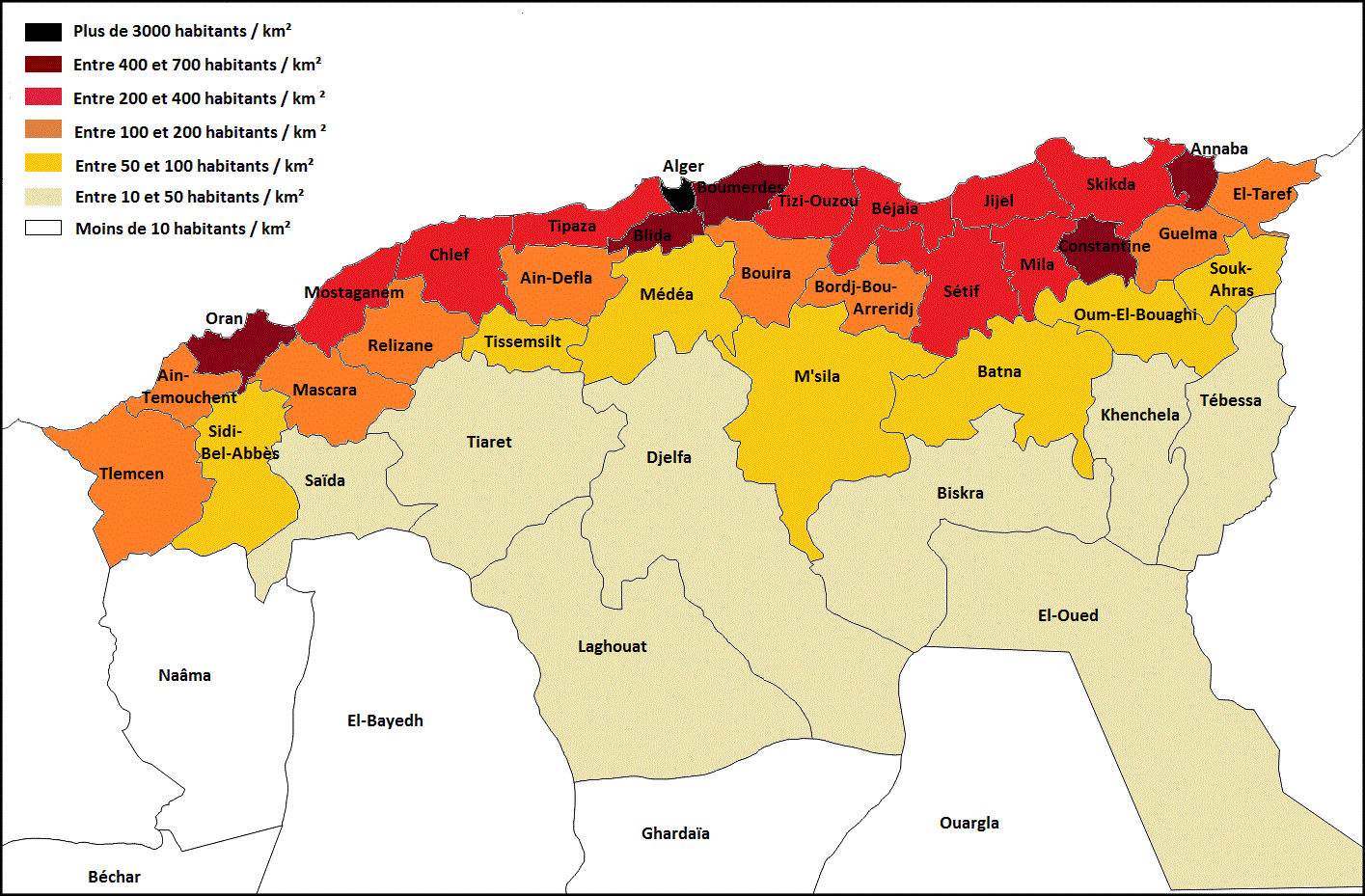
Densité de la population dans l'Algérie du Nord.

Le Tell regroupe plus de deux tiers de la population algérienne. Son taux d'urbanisation est passé de près de 17% en 1906 à 40% en 1977, puis à 56% en 1993. Trois espaces se différencient : 
- L'Algérois avec Alger, devient une région capitale. Elle représente un poids démographique important, depuis l'indépendance, avec une part constante d'un tiers de la population du pays. Alger a capté et engloutit toute l'urbanisation de sa plaine. Toutefois, le taux d'urbanisation demeure faible dans les zones de montagnes périphériques[4].
- L'Est, est une région jeune et nataliste, représente 30% de la population du pays, l'État algérien a accompagné l'essor du peuplement dans le Constantinois en promouvant le réseau de petites villes et des agglomérations[4].
- L'Ouest, est la région la moins peuplée du nord (17%), il bénéficie d'un réseau urbain assez fonctionnel et connait une croissance démographique plus modérée, inférieur à la moyenne nationale[4].

## Relief
L'acception courante du Tell s'applique à la bande zonale de reliefs contrastés, élargie vers l'est, entre littoral et Hautes Plaines, où le climat méditerranéen, connaît une pluviosité régulière, suffisante pour entretenir une végétation forestière et permettre une culture sèche rentable.

### Extrême Ouest (Nord-Est marocain)
D'un point de vue strictement géographique le Nord-Est marocain constitue le commencement le plus occidental du Tell en deçà de la frontière algéro-marocaine, et se compose du nord vers le sud : d'un chaînon littoral (les Monts des Béni-Snassen, prolongement naturel des Monts des Traras), de la plaine d'Oujda, d'un chaînon d'arrière-pays (les Monts de Debdou, prolongement naturel des Monts de Tlemcen) et est bordé au sud par les steppes de l'Oriental (prolongement naturel des Hautes Plaines algériennes).

### Région Ouest

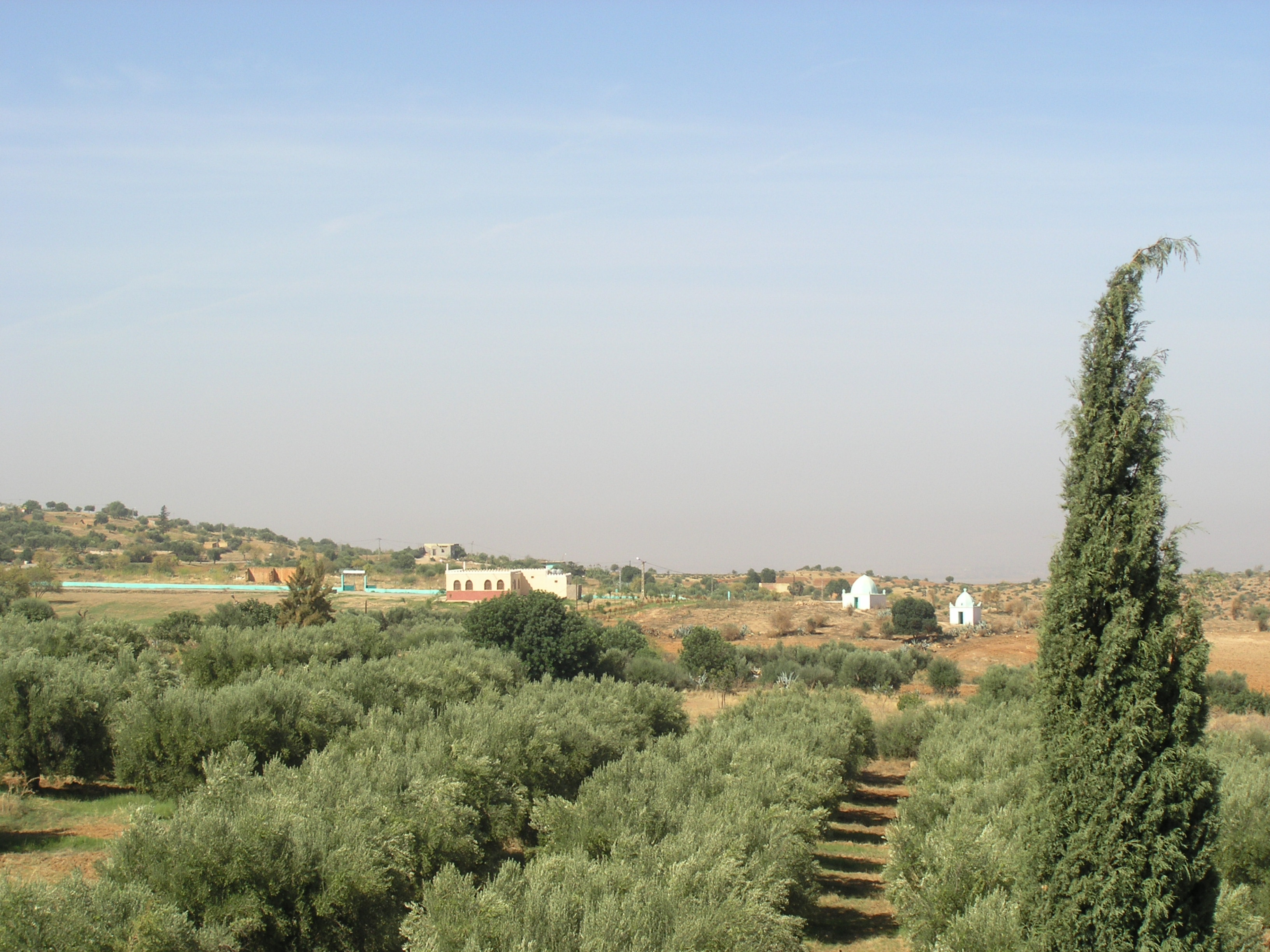
Plaine de Ghriss

La région ouest se caractérise par trois grands ensembles naturels :
- La zone littorale, cette zone s’ouvre sur la mer Méditerranée et regroupe les espaces montagneux des monts des Trara, les monts de Sebaâ Chioukh, les monts du Tessala et le Murdjajo ainsi que les plaines littorales d’El Malah, de Aïn El Turk, d’Oran Est, Habra - Sig, de Achaacha et Sidi Lakhdar et les plaines sub-littorales de Mleta et de Bas Chélif.
- Les montagnes et les bassins intérieurs de l’Atlas tellien, les unités physiques composant cet ensemble sont : les monts de Tlemcen, les monts des Beni-Chougrane, les monts de Daïa ainsi que les plaines intérieurs de Maghnia, Hennaya, Sidi Bel Abbès et de Ghriss et les plaines substeppiques de Sebdou et de Telagh.
- Les espaces substeppiques, se situe au sud de la région, au sud des wilayas de Tlemcen et de Sidi Bel Abbés, cette partie est le domaine du pastoralisme et de l'agriculture céréalière.

Le Tell occidental est plus aride que ceux de l'Algérois ou des Kabylies. Les précipitations ne dépassent 500 mm annuellement. La région se trouve relativement abritée des flux d'air atlantique par les hautes montagnes du Maroc et de l'Espagne méridionale.

### Région Centre

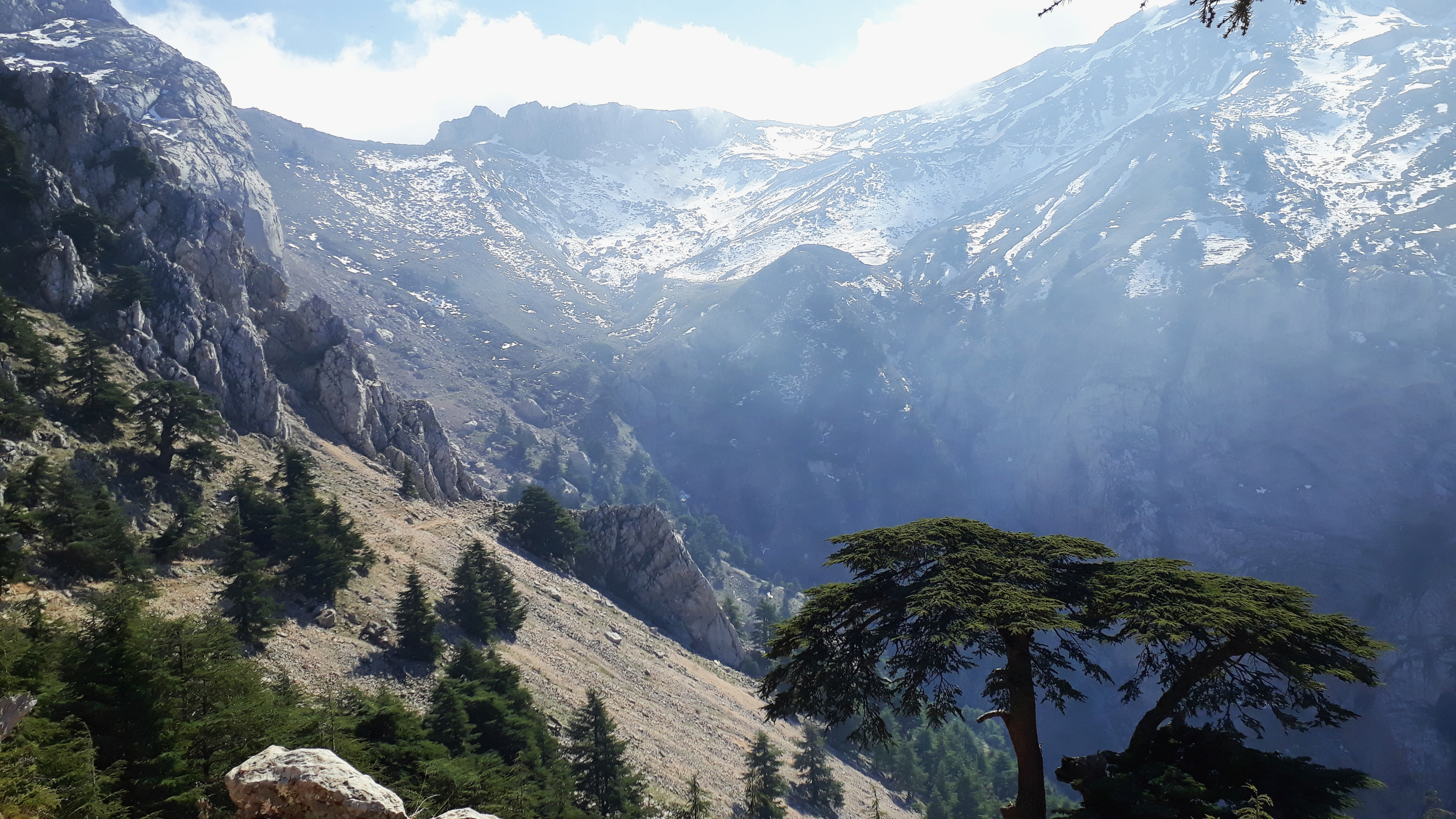
Paysage du Djurdjura

Le Tell Central est constitué par une chaîne de massifs prolongeant le Tell Occidental et qui se compose du Dahra oriental, l'Ouarsenis, de l’Atlas blidéen, le Titteri et les massifs du Djurdjura en Kabylie. La bordure littorale est dominée par une grande dépression formant la plaine alluviale de la Mitidja et le Sahel algérois,.
Il englobe également la moyenne vallée du Chelif. Les montagnes sont humides et boisées, fraîches en été et enneigées en hiver, s'opposent au littoral, dont le climat est très doux, et aux plaines, plus sèches et mal drainées en hiver, qui sont des riches régions agricoles.

### Région Est

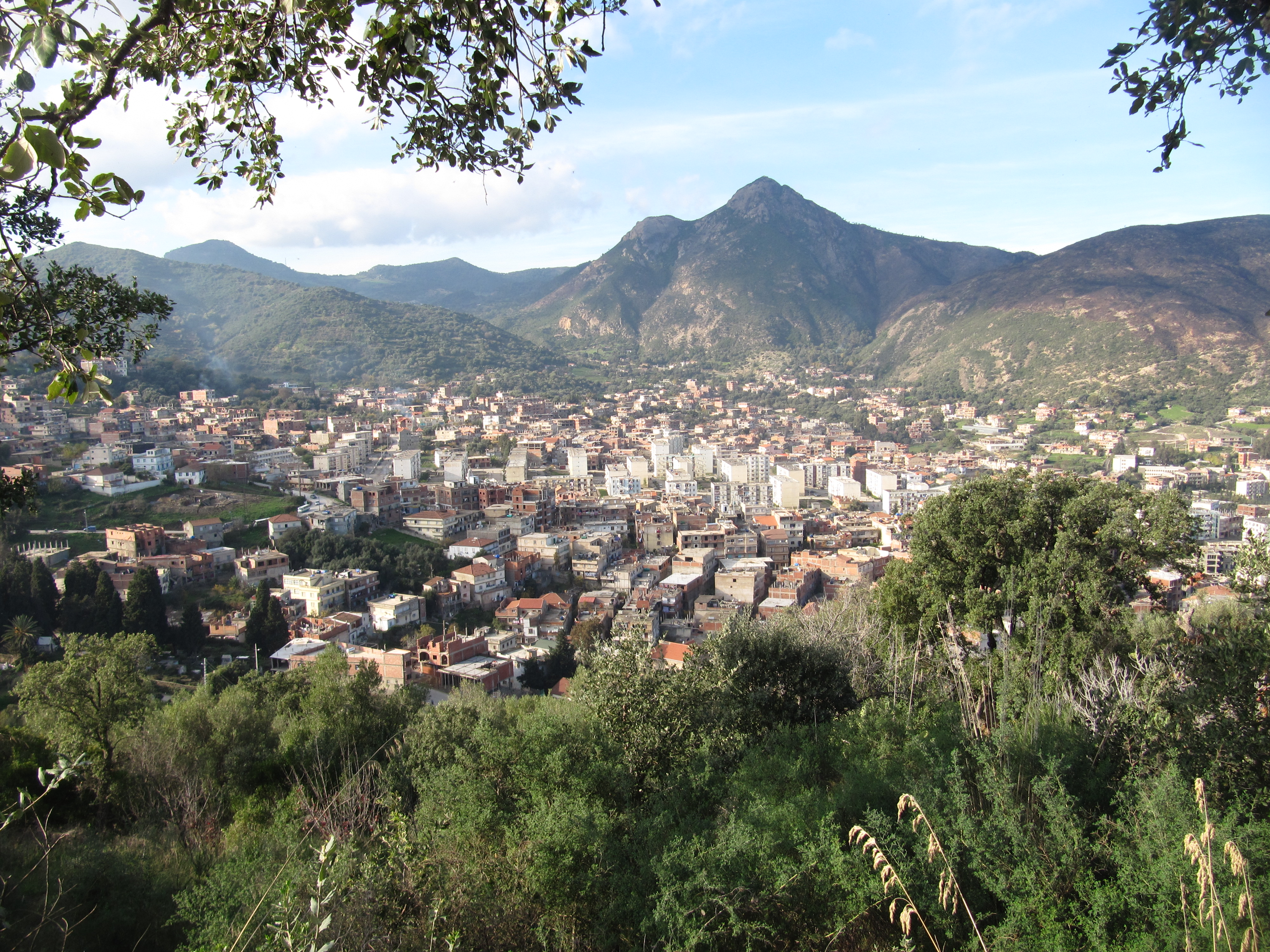
Massif de Collo

Le Tell oriental est dominé par les montagnes, ne laissant qu'une place très réduite à de petites plaines littorales (Bejaia, Djidjelli, Skikda, Annaba) ou à des bassins intérieurs. C'est la région, la plus densément montagneuse de toute l'Algérie, et la plus humide. Des forêts de cèdres occupent les plus hauts sommets, et la futaie de chênes-lièges couvre les pentes des montagnes.
La petite Kabylie couvre une partie de la région, elle est constituée du Bassin de l'oued Sahel et de deux chaines montagneuses : la chaine des Babor et la chaine des Bibans. Les deux chaines se prolongent, par le massif de Collo, les monts de Constantine et l'Edough qui côtoient les bassins de Constantine et de Guelma.
La côte est accidentée et présente plusieurs ports. Elle est constituée de trois golfes : golfe de Béjaïa ; golfe de Skikda et golfe d'Annaba. Les principaux cours d'eau sont : l'Oued-el-Kebir, la Seybouse, le Soummam et  l’Oued Safsaf.

### Extrême Est (Nord-Ouest tunisien)
Le Nord-Ouest tunisien compose la partie la plus orientale du Tell algéro-tunisien. Les derniers plis des montagnes du Tell sur la frontière tunisienne sont les monts de la Medjerda et les monts de Kroumirie.